# ردود الفعل على المقاطعة وسحب الاستثمارات وفرض العقوبات

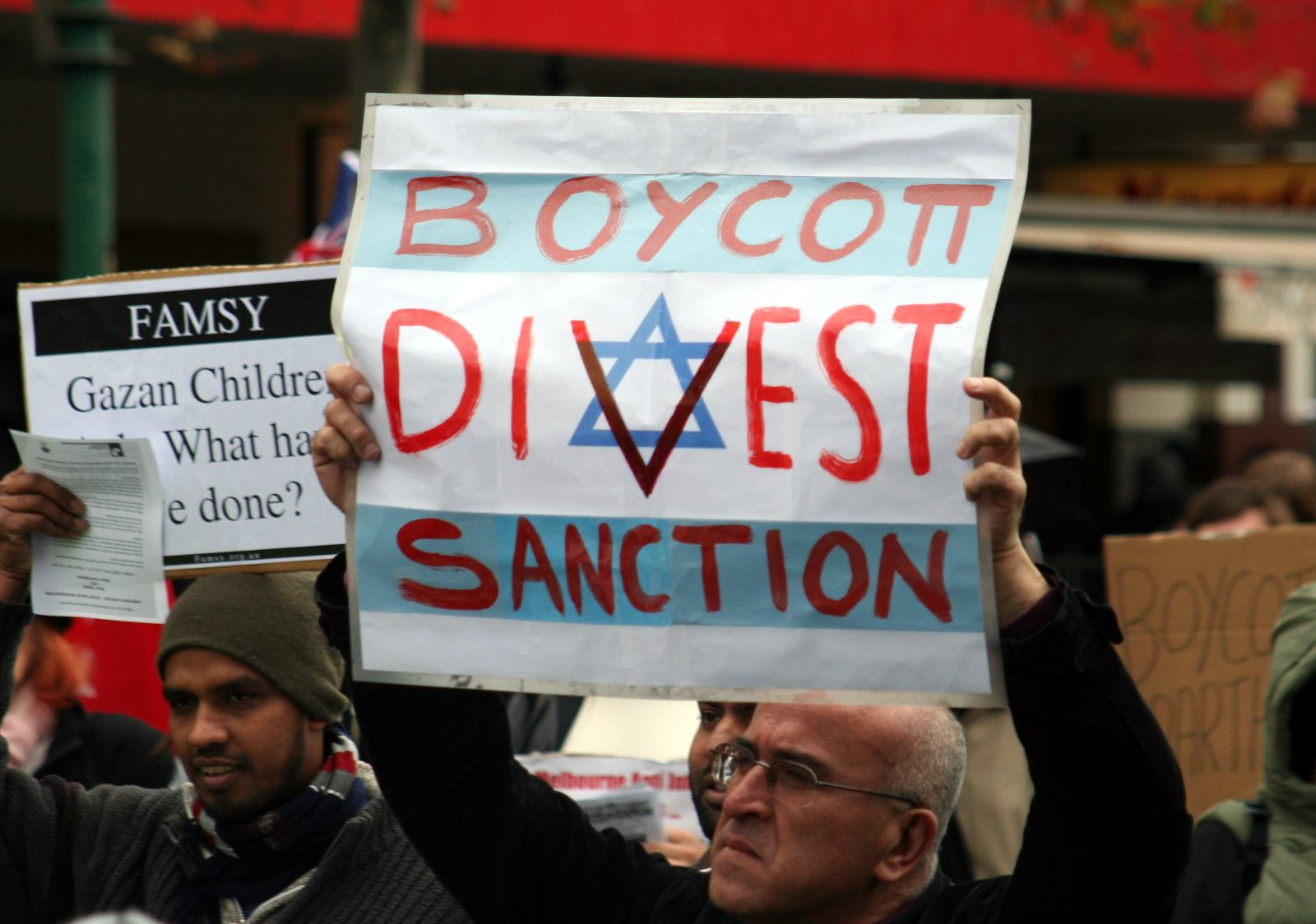
احتجاجات حركة المقاطعة وسحب الاستثمارات وفرض العقوبات في ملبورن، أستراليا ضد حصار غزة والهجوم على أسطول المساعدات الإنسانية في عام 2010

كانت ردود الفعل تجاه حركة المقاطعة مستقطبة.
يقارن أنصار حركة المقاطعة وسحب الاستثمارات وفرض العقوبات (BDS) الحركة بحركة مناهضة الفصل العنصري في القرن العشرين، وينظرون إلى أفعالهم على أنها مماثلة لمقاطعات جنوب إفريقيا خلال حقبة الفصل العنصري، ويقارنون الوضع في إسرائيل بالفصل العنصري.
وقد زعم منتقدو الحركة، مثل إلهانان ياكيرا، وإيثان فيلسون، وروبرتا روزنثال كوال، أن حركة المقاطعة وسحب الاستثمارات وفرض العقوبات هي حملة مدفوعة بمشاعر معادية للصهيونية ومعادية لإسرائيل. وصف مالكولم هونلين، نائب الرئيس التنفيذي لمؤتمر رؤساء المنظمات اليهودية الأمريكية الكبرى ‏، حركة المقاطعة وسحب الاستثمارات وفرض العقوبات بأنها "شكل من أشكال معاداة السامية 'الصحيح سياسياً'".

## أستراليا

### الدعم
في عام 2011، تم تنظيم سلسلة من الاحتجاجات في منافذ بيع ماكس برينر ‏، وهي امتياز لشركة تصنيع الأغذية الإسرائيلية شتراوس جروب، والتي تزود الجنود في الجيش الإسرائيلي بحزم رعاية.
اعتمد مؤتمر ولاية نيو ساوث ويلز لحزب الخضر قبل انتخابات ولاية نيو ساوث ويلز عام 2011 ‏ قرارًا يدعم حركة المقاطعة وسحب الاستثمارات وفرض العقوبات. دعمًا لهذا البيان، قالت السيناتور لي ريانون ‏ إنها "مدفوعة بالمبادئ العالمية للحرية والعدالة والمساواة في الحقوق" وأيضًا "أرى قيمة هذا التكتيك كوسيلة لتعزيز حقوق الإنسان الفلسطيني". بعد الانتخابات، قال الزعيم الفيدرالي بوب براون إنه نقل عدم موافقته على هذا التركيز السياسي إلى ريانون.
في ديسمبر 2011، راجع حزب الخضر في نيو ساوث ويلز دعمه لحملة المقاطعة وسحب الاستثمارات وفرض العقوبات ضد إسرائيل، مما جعل الفرع أكثر انسجامًا مع موقف حزب الخضر الفيدرالي. ومع ذلك، صوّت الحزب لصالح دعم المقاطعة وسحب الاستثمارات وفرض العقوبات باعتبارها "تكتيكًا سياسيًا مشروعًا". وصرحت ريانون بأن هذا لم يكن هزيمة، بل "يُقرّ القرار بشرعية المقاطعة وسحب الاستثمارات وفرض العقوبات كتكتيك سياسي".

### المعارضة
في أكتوبر/تشرين الأول 2011، قال عزت عبد الهادي، رئيس الوفد العام الفلسطيني في أستراليا، إنه يعارض حملة المقاطعة "الشاملة"، وأدان الاحتجاجات العنيفة أحيانًا في متاجر ماكس برينر ‏ في أستراليا، قائلاً: "إن المقاطعة عملية غير عنيفة، ولا أعتقد أنه من حق أي شخص استخدام المقاطعة كعمل عنيف أو لمنع الناس من الشراء من أي مكان".
في نيو ساوث ويلز في عام 2011، دعا والت سيكورد ‏ من المجلس التشريعي لحزب العمال في نيو ساوث ويلز، وزير الشرطة في الولاية، مايكل جالاشر، إلى "توفير ضمانات لحماية الشركات ذات الروابط الإسرائيلية" بعد اعتقال اثنين من المتظاهرين المؤيدين لحركة المقاطعة وسحب الاستثمارات وفرض العقوبات خارج متجر ماكس برينر. وفي نيو ساوث ويلز أيضاً، عقد المجلس البلدي لمدينة ماريكفيل في 19 أبريل/نيسان 2011 اجتماعاً نارياً بشأن ما إذا كان ينبغي دعم الحملة العالمية لمقاطعة إسرائيل وسحب الاستثمارات وفرض العقوبات عليها. وعلى الرغم من رفضهم للقرار، فقد أعرب أحد أعضاء المجلس عن أمله في أن يتمكن الإسرائيليون والفلسطينيون من "العيش في سلام في المستقبل دون أن يحاول مجلس ماريكفيل التدخل".
في أغسطس/آب 2012، قال النائب الليبرالي ديفيد ساوثويك ‏ في البرلمان إن النائب العمالي مارتن فولي كان على صلة بمجموعة المقاطعة وسحب الاستثمارات وفرض العقوبات من خلال عضويته في النقابة. ورد فولي قائلا "أطلب منه سحب هذه التعليقات التي سعى من خلالها إلى ربطي بهذه الحركة العنصرية والمعادية للسامية والمعادية لإسرائيل".
وفي أعقاب الحادث، قالت رئيسة الوزراء جوليا غيلارد إن "الحملة لا تخدم قضية السلام والدبلوماسية من أجل التوصل إلى اتفاق بشأن حل الدولتين بين إسرائيل وفلسطين"، وأضافت أن أستراليا كانت دائمًا تعارض بشدة حركة المقاطعة وسحب الاستثمارات وفرض العقوبات. كما أدان آخرون، ومن بينهم رئيس الوزراء السابق كيفن رود، الاحتجاجات في مقال لاحق نشرته صحيفة الأسترالي يناقش الاحتجاجات في جامعة نيو ساوث ويلز.
أكدت جولي بيشوب، نائبة زعيم الحزب الليبرالي، ممثلةً الائتلاف قبل الانتخابات الفيدرالية لعام 2013، موقف جيلارد بوعدها بقطع المنح الفيدرالية عن الأفراد والمؤسسات التي تدعم حملة المقاطعة وسحب الاستثمارات وفرض العقوبات. في 29 مايو 2013، أدان الأكاديميون اليهود الأستراليون أندرو بنيامين وميشيل غروسمان وديفيد غودمان الوعد الانتخابي للائتلاف، واصفين إياه بأنه "بادرة معادية للديمقراطية بامتياز".

## كندا

### الدعم
الوجه الأكثر وضوحا للتنظيم لدعم حركة المقاطعة في كندا هو أسبوع الفصل العنصري الإسرائيلي، والذي بدأ أصلا في تورنتو في عام 2005. صوتت الكنيسة المتحدة في كندا على مقاطعة المنتجات القادمة من المستوطنات الإسرائيلية. في مارس/آذار 2014، تدرس رابطة طلاب جامعة وندسور خططاً لتنفيذ نتائج الاستفتاء الذي دعت فيه أغلبية الناخبين الجامعة إلى مقاطعة الشركات التي لها علاقات بإسرائيل.
في كيبيك، دعم الحزب السياسي كيبيك التضامني ‏، وثاني أكبر اتحاد للقطاع العام الاتحاد المركزي في كيبيك ‏ والمنظمة النسوية اتحاد نساء كيبيك ‏، حملة المقاطعة. وقد رعى أمير خضير ‏ عريضة إلى الجمعية الوطنية في كيبيك تدعو إلى تعليق اتفاقية التعاون بين كيبيك وإسرائيل.
في عام 2006، صوت الاتحاد الكندي للموظفين العموميين ‏ على الانضمام إلى مقاطعة إسرائيل ‏ "حتى تعترف تلك الدولة بحق الفلسطينيين في تقرير المصير" و"حتى تفي إسرائيل بالتزاماتها بالاعتراف بحق الشعب الفلسطيني غير القابل للتصرف في تقرير المصير وتلتزم بشكل كامل بمبادئ القانون الدولي".
وبحسب الأكاديميتين الكنديتين أبيجيل باكان ‏ وياسمين أبو لبن، فإن حملة المقاطعة وسحب الاستثمارات وفرض العقوبات كانت مهمة في مواجهة ما وصفتاه بـ "التأطير المهيمن لإسرائيل باعتبارها دولة ضحية في مواجهة "الإرهاب" الفلسطيني".

### المعارضة
في فبراير/شباط 2011، صوتت الجمعية الوطنية في كيبيك ضد اقتراح يدين مقاطعة الشركات الكيبيكية التي تبيع المنتجات المصنوعة في إسرائيل و"يؤكد دعم كيبيك للتفاهم بشأن التعاون بين حكومة كيبيك وحكومة دولة إسرائيل، والذي تم توقيعه في القدس عام 1997 وتم تجديده عام 2007".

## أيرلندا
في 9 أبريل 2018، أقر مجلس مدينة دبلن ‏ قرارين يؤيدان حركة المقاطعة وسحب الاستثمارات وفرض العقوبات والتي تضمنت اقتراحًا بمقاطعة سلع شركة هيوليت باكارد (HP)، بسبب تواطؤها فيما يتعلق بالاحتلال الإسرائيلي. وبذلك أصبحت أول عاصمة أوروبية تؤيد حركة المقاطعة وسحب الاستثمارات وفرض العقوبات على إسرائيل.

## إسرائيل

### الدعم
مجموعة ناشطة إسرائيلية تأسست في عام 2009 لدعم حركة المقاطعة وسحب الاستثمارات وفرض العقوبات من داخل إسرائيل. تركز على المقاطعة الثقافية من خلال جذب الشخصيات والفنانين والأكاديميين الدوليين الذين يفكرون في زيارة إسرائيل.
مشروع "من المستفيد؟" هو مجموعة إسرائيلية أخرى تشارك في حملة المقاطعة وسحب الاستثمارات وفرض العقوبات والتي توثق وتنشر كيفية تحقيق الأرباح من الاحتلال الإسرائيلي للأراضي الفلسطينية، بما في ذلك توثيق من يستفيد من الاحتلال. وبحسب تقرير "من المستفيد؟"، فإن الشركات الإسرائيلية والدولية متورطة "في بناء المستعمرات والبنية الأساسية الإسرائيلية في الأراضي المحتلة، وفي اقتصاد المستوطنات، وفي بناء الجدران ونقاط التفتيش، وفي توريد معدات محددة تستخدم في السيطرة على السكان المدنيين وقمعهم تحت الاحتلال".

### المعارضة
قامت مجموعة من رجال الأعمال الإسرائيليين بتأسيس موقع مبيعات على الإنترنت يسمى (بالإنجليزية: Shop-a-Fada) بهدف الترويج للمنتجات الإسرائيلية. تال برودي هو الرئيس الفخري للمبادرة وقال إن الهدف هو "محاربة أولئك الذين يعتقدون أنهم سيكونون قادرين على تدمير إسرائيل من خلال شن حرب اقتصادية".
وأدان بعض مديري المصانع اليهودية التي تشغل العمالة الفلسطينية المقاطعة، زاعمين أن مقاطعة المنتجات الإسرائيلية سوف تؤدي إلى فقدان الوظائف الفلسطينية.

## هولندا
في 18 مارس/آذار 2014، أقر مجلس النواب الهولندي اقتراحا يقضي بتقويض مفهوم حركة المقاطعة وسحب الاستثمارات وفرض العقوبات على إسرائيل. وجاء ذلك ردا على الدعم الذي قدمته شركة المياه فيتنس لحركة المقاطعة. وقد قدم كيس فان دير ستايج من الحزب السياسي الإصلاحي وجويل فوردويند من الاتحاد المسيحي الاقتراح بشكل مشترك. يدعو الحكومة إلى "الإشارة بشكل واضح ومقنع إلى تشجيعها للعلاقات بين الشركات والمؤسسات الهولندية والإسرائيلية" لأن "التعاون الاقتصادي يعزز السلام والأمن والاستقرار في المنطقة". وقد أُقرّ بأغلبية كبيرة.

## رومانيا
وأعلنت رومانيا في عام 2012 أنها لن تسمح بإرسال العمال الرومانيين إلى إسرائيل ما لم يتم تقديم ضمانات بعدم تشغيلهم في مشاريع البناء في الضفة الغربية، مدعيةً "احترام القانون الدولي ومواقف الاتحاد الأوروبي وحماية المواطنين الرومانيين". وفي تعليقها على رفض منح هذا الشرط للعمال الرومانيين، صرحت عضو الكنيست الإسرائيلي ميخال روزين بأن "الإسرائيليين يتعرضون للأذى بسبب نشاط الحكومة في الأراضي الفلسطينية".

## جنوب إفريقيا
أصدرت جامعة جوهانسبرغ مواقف متضاربة تجاه حركة المقاطعة وسحب الاستثمارات وفرض العقوبات على إسرائيل. وفي عام 2011، صوتت على عدم تجديد اتفاقية مشتركة مع جامعة بن جوريون الإسرائيلية للأبحاث في مجال التكنولوجيا الحيوية وتنقية المياه. أشارت حملة قبل التصويت إلى تعاون جامعة بن جوريون مع الجيش والاحتلال والفصل العنصري. ولم يمنع التصويت أعضاء هيئة التدريس من اختيار الاستمرار في المشروع المشترك بشكل فردي. ومع ذلك، بعد يومين من التصويت، صرّح نائب رئيس جامعة جوهانسبرغ، إيهرون رينسبرغ، وهو أحد مديري جامعة جوهانسبرغ، بأن "جامعة جوهانسبرغ ليست جزءًا من المقاطعة الأكاديمية لإسرائيل... ولم يكن من نية جامعة جوهانسبرغ قط قطع جميع العلاقات مع جامعة بن جوريون، على الرغم من أن ذلك ربما كان نية بعض أعضاء هيئة التدريس في جامعة جوهانسبرغ".
في 31 أغسطس 2012، اعتمد مجلس ممثلي طلاب جامعة ويتس (Wits SRC) إعلانًا بالمقاطعة الأكاديمية والثقافية لإسرائيل. وبعد عدة أيام، نأت اللجنة التنفيذية لجمعية خريجي جامعة ويتس، التي تمثل خريجي الجامعة وأعضاء هيئة التدريس، بنفسها عن هذا الإعلان. انتقد اتحاد الطلاب اليهود في جنوب أفريقيا القرار بشدة، ووصفه بأنه "قرار شرس ومنحاز يهدف إلى إغلاق جميع المناقشات والحوارات المحيطة بالصراع الإسرائيلي الفلسطيني".
في مارس/آذار 2013، وجهت جامعة ويتس اتهامات لأحد عشر طالباً من أنصار حركة المقاطعة وسحب الاستثمارات وفرض العقوبات على إسرائيل بعد أن أجبروا على إلغاء حفل موسيقي لعازف البيانو الإسرائيلي يوسي رشيف ‏. وحكمت عليهم الجامعة بعد ذلك بأداء الخدمة المجتمعية. وفي حفل موسيقي أقيم في 28 أغسطس/آب 2013، والذي شارك فيه عازف الساكسفون الجاز الإسرائيلي دانييل زامير ‏، تجمع العشرات من المتظاهرين المناصرين لحركة المقاطعة وسحب الاستثمارات وفرض العقوبات في الخارج. وبسبب الإجراءات الأمنية التي اتخذتها الجامعة، لم يتمكن المتظاهرون من تعطيل العرض، حيث تم منعهم من دخول المكان. ومع ذلك، تعرض الحاضرون في الحفل لاعتداءات لفظية بما في ذلك غناء أغنية تتضمن كلمات "دوبولا يجودا" (أطلق النار على اليهودي)، فضلاً عن هتافات "لا يوجد شيء اسمه إسرائيل" و"إسرائيل ونظام الفصل العنصري". كما تم رشق بعض الحضور بأوراق من الورق. وقد أدان نائب رئيس الجامعة آدم حبيب ومجلس النواب اليهودي في جنوب أفريقيا تصرفات المتظاهرين. محمد ديساي، منسق حركة المقاطعة وسحب الاستثمارات وفرض العقوبات على إسرائيل في جنوب أفريقيا، ذهب لاحقًا لتبرير هذه الإجراءات. لكن بعد عدة أيام، أصدرت حركة المقاطعة وسحب الاستثمارات وفرض العقوبات بيانا رسميا تدين فيه هتافات "دوبولا إيهودا". وفي وقت لاحق، دعا أنصار حركة المقاطعة وسحب الاستثمارات وفرض العقوبات ديساي إلى الاستقالة.
في 8 مارس/آذار 2015، نظم أنصار حركة المقاطعة وسحب الاستثمارات وفرض العقوبات احتجاجا خارج فعالية للاتحاد الصهيوني في جنوب أفريقيا، هدد فيه المتظاهرون بقتل اليهود. رددوا شعارات معادية للسامية مثل "تظنون أن هذه إسرائيل، سنقتلكم!" و"أنتم اليهود لا مكان لكم هنا في جنوب أفريقيا!" وانضم إلى المتظاهرين أعضاء من الحزب الشيوعي في جنوب أفريقيا ‏، وكان من بينهم رئيس العلاقات الدولية في حزب المؤتمر الوطني الأفريقي الحاكم، نائب وزير الحكومة، أوبيد بابيلا، الذي اتهم إسرائيل بقمع الفلسطينيين. وفي حدث آخر في مارس/آذار 2015 في جنوب أفريقيا، قام حشد من أنصار حركة المقاطعة وسحب الاستثمارات وفرض العقوبات على إسرائيل بإلقاء الحجارة وكسر المعدات ونهب متجر يبيع منتجات من إسرائيل.

## إسبانيا

### البلديات
قوبلت حركة المقاطعة وسحب الاستثمارات وفرض العقوبات بردود فعل متباينة في إسبانيا. ففي عام 2016، أقرت أربع بلديات إسبانية سياسات مؤيدة للحركة، ثم تراجعت عنها لاحقًا بعد أن اتضح أنها تتعارض مع قوانين مكافحة التمييز الإسبانية. وفي عام 2016 أيضًا، رُفضت اقتراحات مؤيدة للحركة في خمس بلديات إسبانية أخرى.
في عام 2018، كانت نافارا، وهي ولاية تقع في شمال إسبانيا، أول من أيد حركة المقاطعة وسحب الاستثمارات وفرض العقوبات. وقد أقر المجلس اقتراحا يطلب من إسبانيا "تعليق علاقاتها مع إسرائيل حتى تتوقف عن سياستها القمعية الإجرامية ضد الشعب الفلسطيني".
أقرت مدينة فالنسيا، ثالث أكبر مدينة في إسبانيا، قرارا بمقاطعة المواطنين والشركات الإسرائيلية. ويعلن أن المدينة "خالية من نظام الفصل العنصري الإسرائيلي"، ويدعوها إلى الانضمام رسميًا إلى حركة المقاطعة وسحب الاستثمارات وفرض العقوبات. وبعد مرور عام واحد، قضت محكمة إسبانية بأن القرار تمييزي وغير قانوني. لقد تم إلغاؤه منذ ذلك الحين.
في أغسطس/آب 2018، تراجعت بلديتان إسبانيتان عن طلباتهما المتعلقة بمقاطعة إسرائيل وسحب الاستثمارات وفرض العقوبات عليها، بعد اتخاذ إجراءات قانونية.

### قضية روتوتوم سانسبلاش وماتيسياهو
ألغى منظمو مهرجان روتوتوم سانسبلاش ‏ الموسيقي الذي استمر لمدة أسبوع في إسبانيا من 15 إلى 22 أغسطس/آب 2015، الظهور المقرر لمغني الراب الأميركي اليهودي ماتيسياهو بعد أن رفض التوقيع على بيان يدعم الدولة الفلسطينية. صرح ماتيسياهو بأنه كان "مروعًا ومسيءًا" أن يتم اختياره باعتباره "الفنان اليهودي الأمريكي الوحيد علنًا".
كتبت صحيفة "إل باييس" الإسبانية، أوسع الصحف اليومية انتشارًا، أن "قرار منظمي مهرجان روتوتوم صن سبلاش الموسيقي في بني قاسم بمنع مغني الريغي ماتيسياهو من الغناء يوم السبت المقبل يُعدّ حالةً خطيرةً من التمييز الديني والسياسي... فهو الموسيقي الوحيد الذي يُحيي حفلًا في روتوتوم، المموّل من المال العام، والذي طُلب منه الإدلاء بمثل هذا التصريح، والأسوأ من ذلك، أنه طُلب منه ذلك لمجرد كونه يهوديًا".
بعد المزيد من الانتقادات من الحكومة الإسبانية وكذلك المنظمات اليهودية، اعتذر المنظمون لماتيسياهو وأعادوا دعوته للغناء يوم السبت 22 أغسطس. وأوضح المنظمون أنهم "ارتكبوا خطأً بسبب المقاطعة وحملة الضغط والإكراه والتهديدات التي استخدمتها حركة المقاطعة وسحب الاستثمارات وفرض العقوبات على بايس فالنسيا".

## المملكة المتحدة
في 22 أبريل 2005، صوت مجلس رابطة أساتذة الجامعات ‏ على مقاطعة جامعتين إسرائيليتين: جامعة حيفا وجامعة بار إيلان (أُجري التصويت عشية عيد الفصح، الأمر الذي منع معظم الأعضاء اليهود في رابطة أساتذة الجامعات من المشاركة في العملية). وقد جاءت الاقتراحات الموجهة إلى مجلس اتحاد الطلاب العرب استجابة لدعوة المقاطعة التي وجهها الأكاديميون الفلسطينيون وغيرهم. صوّت مجلس نقابة المعلمين الإسرائيليين على مقاطعة جامعة بار إيلان لأنها تُدرّس في كليات الضفة الغربية المحتلة (في كلية أرييل )، و"بالتالي، فهي متورطة بشكل مباشر في احتلال الأراضي الفلسطينية، خلافًا لقرارات الأمم المتحدة". كما قاطعت جامعة حيفا بزعم أن الجامعة عاقبت أحد المحاضرين ظلمًا. كان من المفترض أن يكون الإجراء المتخذ ضد المحاضر هو دعمه لطالب كتب عن الهجمات على الفلسطينيين أثناء تأسيس دولة إسرائيل (لقد سحب المحاضر ادعاءاته عندما تمت مقاضاته بتهمة التشهير، ونفت الجامعة أنها قامت بمعاقبة المحاضر). كان من المقرر أن تستمر المقاطعة، التي لم تكن إلزامية، حتى "تتوقف حيفا عن استهداف أعضاء هيئة التدريس والطلاب الذين يسعون إلى البحث ومناقشة تاريخ تأسيس دولة إسرائيل" ومن قبل جامعات المملكة المتحدة ‏.
بعد ردود الفعل العنيفة والإدانة الداخلية والخارجية، قرر أعضاء نقابة المعلمين، برئاسة المحاضر في الجامعة المفتوحة جون بايك، – جمع عدد كاف من التوقيعات لعقد اجتماع خاص بشأن هذا الموضوع. انعقد الاجتماع في 26 مايو 2005، في دار لقاء الأصدقاء في لندن. وفي الاجتماع قرر اتحاد الطلاب العرب إلغاء مقاطعة الجامعتين الإسرائيليتين. وكانت الأسباب التي ساقها القرار هي الضرر الذي يلحق بالحرية الأكاديمية، وإعاقة الحوار وجهود السلام بين الإسرائيليين والفلسطينيين، وأن مقاطعة إسرائيل وحدها لا يمكن تبريرها.
في المؤتمر السنوي الذي عقدته نقابة المحاضرين في المملكة المتحدة عام 2006، والرابطة الوطنية للمعلمين في التعليم الإضافي والعالي ‏ (NATFHE)، طُلب من الأعضاء دعم اقتراح يدعو إلى مقاطعة الأكاديميين والجامعات إسرائيل التي لم تنأى بنفسها عن "سياسات الفصل العنصري". على الرغم من إقرار هذا الاقتراح، إلا أنه توقف عن أن يكون سياسة رسمية بعد يومين فقط عندما اندمج الاتحاد مع جمعية أساتذة الجامعات.
قبل مناقشة NATFHE، وصف اتحاد نقابات أساتذة وموظفي الجامعات الفلسطينية والحملة الفلسطينية للمقاطعة الأكاديمية والثقافية لإسرائيل الحملة في رسالة إلى ملحق التعليم العالي في صحيفة التايمز بأنها "الأشكال الوحيدة غير العنيفة للعمل المتاحة لأصحاب الضمائر الحية في جميع أنحاء العالم"، وأضافوا: "نحيي أولئك الذين يدركون أنه بما أنه لا يمكن توقع العدالة للفلسطينيين من مراكز القوة العالمية الدولية، فيجب عليهم تنظيم أنفسهم لتعزيز قضية العدالة والسلام الحقيقي". في المقابل، جادل الحائز على جائزة نوبل ستيفن واينبرغ :
ليس من الحكمة أبداً أن يقاطع الأكاديميون زملاءهم في دول أخرى لأسباب سياسية. خلال الحرب الباردة، حرص العلماء الأمريكيون والسوفييت على إبقاء التواصل الفكري مفتوحاً؛ لم يخدم هذا قضية العلم فحسب، بل عزز أيضاً العلاقات الشخصية التي أدت إلى مبادرات في مجال الحد من التسلح. وعلى نحو مماثل، عندما كنتُ أدير مدرسة القدس الشتوية للفيزياء النظرية، بذلنا ما في وسعنا لاستقطاب الطلاب العرب من الدول الإسلامية التي مارست حكوماتها التمييز ضد اليهود. لم نكن نفكر قط في مقاطعتهم.
.
.

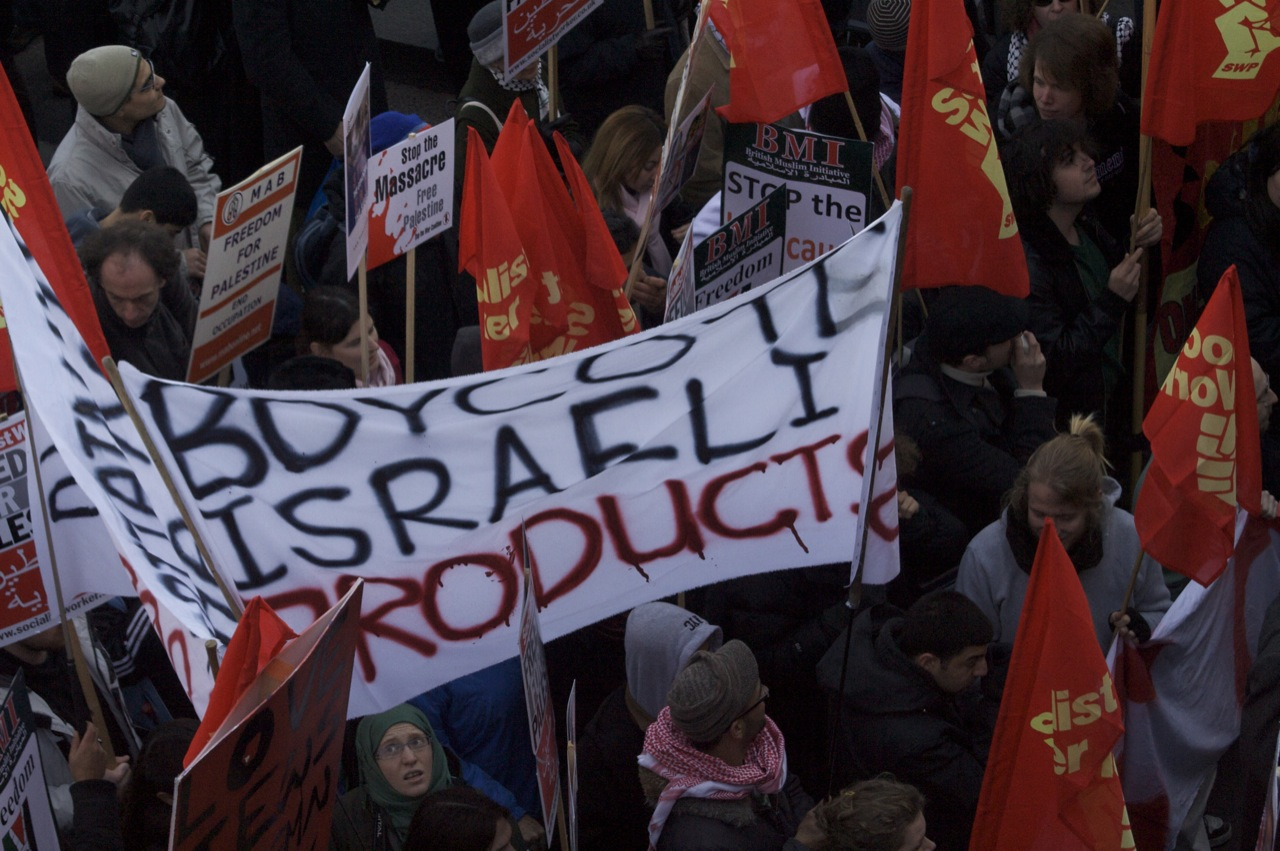
أنصار حركة المقاطعة وسحب الاستثمارات وفرض العقوبات يتظاهرون في لندن. يقول الملصق "مقاطعة المنتجات الإسرائيلية"

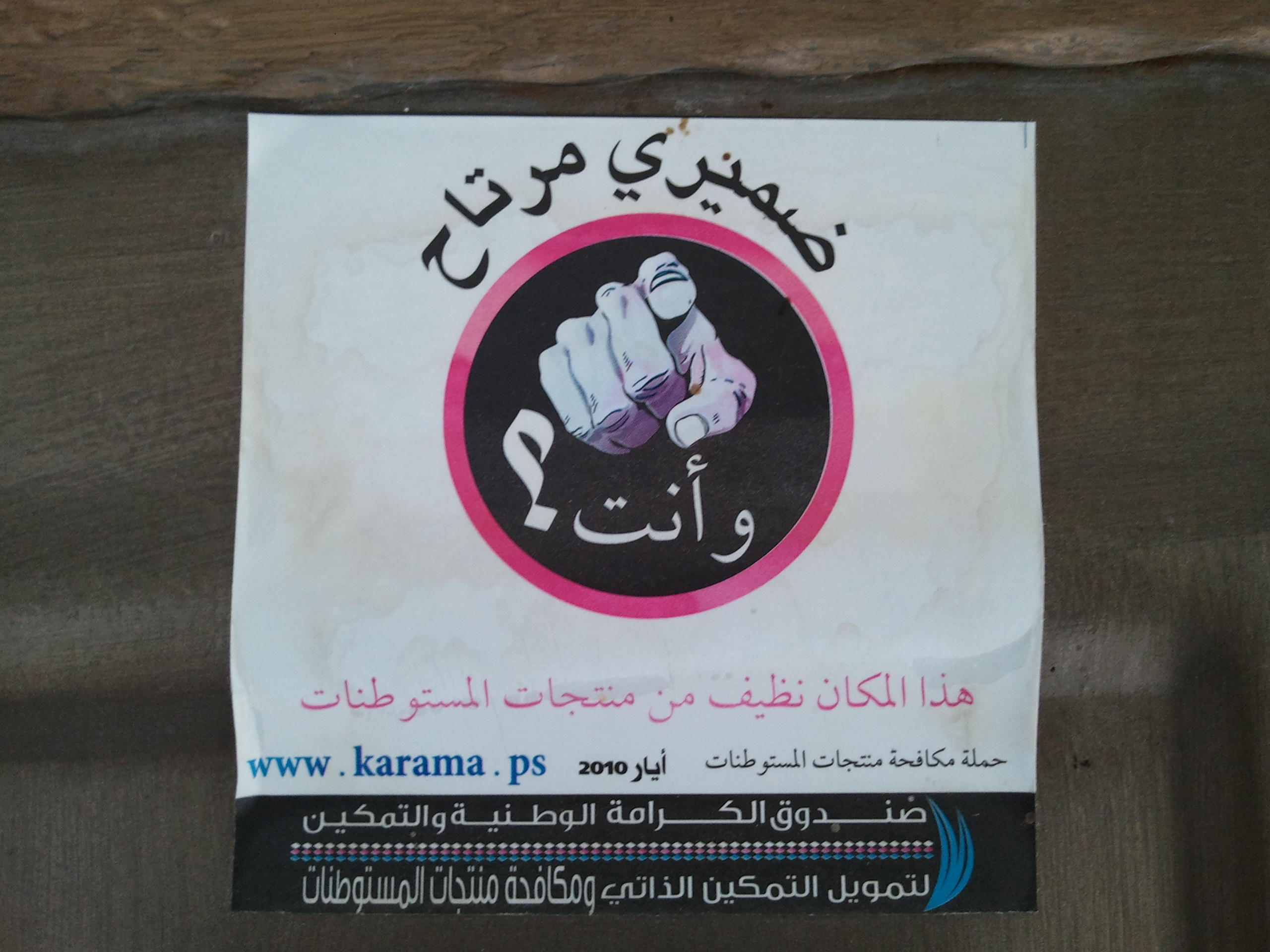
لافتة على الباب الأمامي لمنزل فلسطيني مكتوب عليها: "ضميري مرتاح، وأنت؟ هذا المنزل خالٍ من المنتجات المنتجة في المستوطنات الإسرائيلية"

وفي مارس/آذار 2009، أقيمت مظاهرات طلابية واسعة النطاق في العديد من الجامعات البريطانية احتجاجاً على تصرفات إسرائيل في غزة. وفي جامعة كارديف أدت الاحتجاجات إلى سحب الجامعة جميع استثماراتها في شركة بي إيه إي سيستمز، وهي شركة لتصنيع الأسلحة تتعاون مع إسرائيل. في مايو/أيار 2009، تمت إزالة الإعلانات السياحية في إسرائيل من شبكة مترو أنفاق لندن استجابة لضغوط من حملة التضامن مع فلسطين. في يوليو/تموز 2009، أوقفت مجموعة ديكسيا المالية البلجيكية الفرنسية جميع الخدمات المالية المقدمة للمستوطنات الإسرائيلية في الضفة الغربية. في عام 2009، أقر اتحاد الجامعات والكليات ‏ في المملكة المتحدة قرارًا بمقاطعة الأكاديميين والمؤسسات الأكاديمية الإسرائيلية بأغلبية كبيرة. وأكد المندوبون أن الأكاديميين الإسرائيليين متواطئون في تصرفات حكومتهم ضد الفلسطينيين. ومع ذلك، تم إعلان التصويت على الفور غير صالح حيث كرر محامو اتحاد الجامعات والكليات تحذيراتهم السابقة بأن مثل هذه المقاطعة من المرجح أن تؤدي إلى اتخاذ إجراءات قانونية ضد النقابة.
في عام 2013، "رفض اتحاد طلاب جامعة أكسفورد ‏ اقتراحًا يدعو إلى فرض عقوبات شاملة على إسرائيل". وقد هُزم الاقتراح بهامش كبير: 69-10.
في عام 2014، أقر مجلس مدينة ليستر ‏ اقتراحًا يدعم حركة المقاطعة وسحب الاستثمارات وفرض العقوبات في مقاطعة البضائع القادمة من المستوطنات الإسرائيلية غير القانونية في الضفة الغربية لمعارضة "الاحتلال غير القانوني المستمر" للأراضي الفلسطينية ومعاملة الفلسطينيين من قبل الحكومة الإسرائيلية. ومن بين المجالس الأخرى التي نفذت مقاطعات لدعم حركة المقاطعة وسحب الاستثمارات وفرض العقوبات مجلس سوانزي (2010)، ومجلس جوينيد ‏ (2014). وقد رفضت المحكمة العليا ثم محكمة الاستئناف في يوليو/تموز 2018 الإجراءات القانونية التي رفعتها منظمة مراقبة حقوق الإنسان اليهودية ضد المجالس. تمت تبرئة جميع المجالس من تهمة معاداة السامية بسبب مقاطعة البضائع الإسرائيلية.
وجاء في الحكم الرئيسي الذي أصدره اللورد جاستس سيلز أن اقتراح المجلس أدان "بعض الإجراءات" التي اتخذتها الحكومة الإسرائيلية، إلا أنه اعترف في الوقت نفسه بحق دولة إسرائيل في الوجود. قال: "إن الإدانة جاءت متوافقة مع آراءٍ محترمة، بما في ذلك حكومة المملكة المتحدة، والجمعية العامة للأمم المتحدة، والاتحاد الأوروبي، ومحكمة العدل الدولية". وأضاف: "كانت الانتقادات الموجهة معتدلة ومشروعة". وقد أيد اللورد القاضي فلويد واللورد القاضي أندرهيل قراره. كما جاء في الحكم أن الأحكام المماثلة كانت "بادرة معروفة للتضامن السياسي مع المجموعات المضطهدة في الخارج، كما يتضح من الدعوات إلى مقاطعة البضائع القادمة من جنوب أفريقيا خلال حقبة الفصل العنصري".
أشار كمال أداتيا، محامي مجلس مدينة ليستر، إلى أن "الحكم يُؤيد تمامًا نهج ليستر في التعامل مع هذا الاقتراح، ولم يُحدث أي تغيير يُذكر في آلية إصدار المجالس لمثل هذه الاقتراحات مستقبلًا. يُعدّ هذا الحكم علامة فارقة – ليس لمنظمات مثل منظمة مراقبة حقوق الإنسان اليهودية – بل لجميع المجالس المحلية. فهو يُقرّ بحقها الأساسي في إصدار اقتراحات من هذا النوع، ويُوضّح أنها، كما هي الحال في ليستر، قادرة على الالتزام الكامل بواجباتها في مجال المساواة عند القيام بذلك".
في يوليو 2014، قامت سلسلة متاجر جون لويس البريطانية بإزالة جميع منتجات صودا ستريم ‏ من جميع رفوفها، وسط ضغوط متزايدة من الجمهور وانخفاض المبيعات. كان متجر جون لويس في شارع أكسفورد بلندن موقعًا للاحتجاجات التي تنظمها حركة المقاطعة وسحب الاستثمارات وفرض العقوبات كل أسبوعين بسبب بيعه منتجات صودا ستريم. تدير شركة صودا ستريم منشأة التصنيع الرئيسية الخاصة بها في مستوطنة إسرائيلية في الضفة الغربية المحتلة. بالإضافة إلى ذلك، بعد عامين من الاحتجاجات الأسبوعية لحركة المقاطعة وسحب الاستثمارات وفرض العقوبات، أغلقت شركة صودا ستريم متجرها في برايتون في يوليو 2014.
في نوفمبر/تشرين الثاني 2015، وصف بوريس جونسون، عمدة لندن والنائب المحافظ، مؤيدي ما يُسمى بمقاطعة السلع والخدمات، بالإضافة إلى إجراءات عقابية أخرى مثل فرض عقوبات أو سحب الاستثمارات من الشركات الإسرائيلية، بأنهم "أكاديميون يرتدون سترات مخملية... أكاديميون يساريون في الغالب، لا مكانة حقيقية لهم في هذه القضية، ومن غير المرجح أن يكونوا مؤثرين في بريطانيا". وألغى جونسون لاحقًا فعاليات عامة كان من المقرر عقدها في الضفة الغربية بسبب مخاوف أمنية، مع تلميحات إلى أن المؤسسة الخيرية التي دعته إلى الضفة الغربية قد سحبت دعوتها، وأن سياسيين فلسطينيين رفضوا أيضًا مقابلته.
وفي فبراير/شباط 2016، رداً على اقتراح المجلس، أصدرت الحكومة البريطانية سياسة شراء تهدف إلى منع مثل هذه المقاطعات. تم إلغاء هذه السياسة في أبريل 2020 بعد التحدي القانوني الذي قدمته حملة التضامن مع فلسطين.

## الولايات المتحدة
.

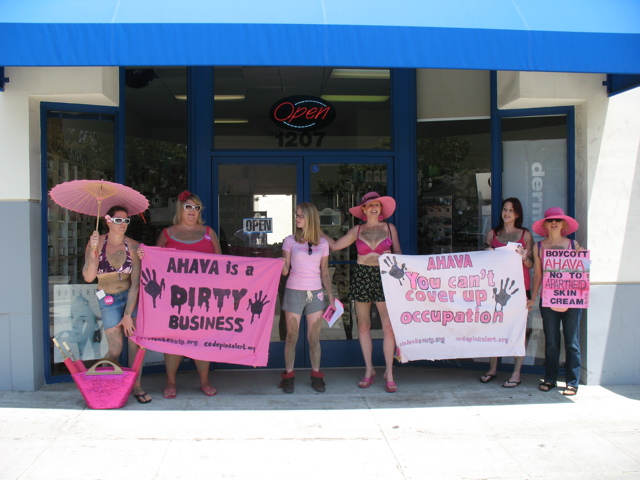
مجموعة ناشطة تدعى كود بينك في لوس أنجلوس، تدعم المقاطعة الإسرائيلية، وتستهدف على وجه التحديد المملوكة لإسرائيل، بسبب مصنع الشركة في الضفة الغربية الفلسطينية المحتلة

يعارض نعوم تشومسكي حركة المقاطعة الرسمية، لكنه يدعم جوانب معينة من مقاطعة إسرائيل. صرح الناشط البارز في مجال حقوق الإنسان الفلسطينية بأنه يؤيد "مقاطعة وسحب الاستثمارات من الشركات التي تقوم بعمليات في الأراضي المحتلة" ولكن "نفاق حركة المقاطعة وسحب الاستثمارات وفرض العقوبات الحالية يرتفع إلى السماء". وصرح بأن حملة المقاطعة تضر "بالحركة بأكملها. إنها تضر بالفلسطينيين وهي هدية للمتشددين الإسرائيليين وأنصارهم الأمريكيين"، لأن "نفاق حركة المقاطعة واضح للغاية... لماذا لا نقاطع الولايات المتحدة؟ إن الجرائم الإسرائيلية جزء من جرائم الولايات المتحدة، وهي أسوأ بكثير". كما زعم أن الشعب الفلسطيني لا يدعم مقاطعة إسرائيل وأن حركة المقاطعة وسحب الاستثمارات وفرض العقوبات يديرها "منظمات غير حكومية يديرها رجل واحد" تدعي زوراً أنها تمثل الشعب الفلسطيني. وفي المقابلة نفسها، انتقد أيضًا مؤسس حركة المقاطعة وسحب الاستثمارات وفرض العقوبات عمر البرغوثي بسبب دعوته إلى مقاطعة إسرائيل بالكامل، على الرغم من دراسته في جامعة تل أبيب. وعلى الرغم من ازدرائه لحركة المقاطعة وسحب الاستثمارات وفرض العقوبات الرسمية، فقد كان من بين الأكاديميين الذين ضغطوا على ستيفن هوكينج لمقاطعة مؤتمر إسرائيلي. في رسالة لاحقة إلى فنانين من أجل فلسطين، أوضح تشومسكي موقفه، فكتب "لقد شاركت في أنشطة لمحاسبة إسرائيل على انتهاكاتها للقانون الدولي منذ ما قبل أن تتشكل حركة المقاطعة وسحب الاستثمارات وفرض العقوبات. ورغم وجود بعض الاختلافات التكتيكية بيني وبين حركة المقاطعة وسحب الاستثمارات وفرض العقوبات، فإنني أؤيد هذه الإجراءات بشدة وأواصل المشاركة فيها".
كما أعرب نورمان فينكلشتاين، وهو منتقد شديد للاحتلال الإسرائيلي للأراضي الفلسطينية، عن موقف متناقض تجاه حركة المقاطعة وسحب الاستثمارات وفرض العقوبات. لقد دعم المقاطعة الاقتصادية لإسرائيل وقال إن حركة المقاطعة وسحب الاستثمارات وفرض العقوبات لديها "التكتيكات الصحيحة"، ولكنها تحتاج إلى أن تكون "واضحة بشأن هدفها" وأن "الهدف يجب أن يتضمن الاعتراف بإسرائيل، وإلا فلن يصل إلى الجمهور". إنه معادٍ لحركة المقاطعة وسحب الاستثمارات وفرض العقوبات في شكلها الحالي، ويصفها بأنها "طائفة منافقة وغير شريفة" يقودها "مرشدون غير أمناء" يريدون "تطبيق القانون بشكل انتقائي" ويحاولون بذكاء التظاهر بأنهم نشطاء في مجال حقوق الإنسان، في حين أن هدفهم الحقيقي هو تدمير إسرائيل. بالإضافة إلى ذلك، قال: "أشعر ببعض الغضب مما أعتقد أنه هراء. لن أتسامح مع السخافة والطفولية والتظاهر اليساري. أكره هذا الخداع. لن نسمع أبدًا حركة التضامن تدعم حل الدولتين". علاوة على ذلك، صرّح فينكلشتاين بأن حركة المقاطعة وسحب الاستثمارات وفرض العقوبات لم تحقق سوى نجاحات ضئيلة، وأن قادتها، كطائفة، يتظاهرون بأنهم ناجحون للغاية، بينما في الواقع يرفض عامة الناس آراءهم المتطرفة.

وفي ديسمبر/كانون الأول 2015، قالت وزيرة الخارجية الأميركية السابقة هيلاري كلينتون: 
بصفتي وزيرًا للخارجية، هاجمتُ في الأمم المتحدة الأسسَ الهيكليةَ المنهجيةَ المعاديةَ لإسرائيل، وناضلتُ لمنع تقرير غولدستون الأحادي الجانب، لا سيما في وقتٍ تتزايد فيه معاداة السامية حول العالم، وخاصةً في أوروبا. علينا رفضُ الجهودِ الراميةِ إلى تشويهِ سمعةِ إسرائيل والشعبِ اليهودي وتقويضِهما. حركةُ المقاطعةِ وسحبِ الاستثماراتِ وفرضِ العقوباتِ هي أحدثُ جبهةٍ في هذه المعركة. شيطنةُ العلماءِ والمثقفينَ الإسرائيليين، وحتى الطلابَ الشباب، ومقارنةُ إسرائيلَ بنظامِ الفصلِ العنصريِّ في جنوبِ أفريقيا، لم تعدْ أيُّ دولةٍ فوقَ النقد. لكن هذا خطأٌ ويجبُ أن يتوقفَ فورًا. قد يأملُ بعضُ أنصارِ BDS أن يؤدي الضغطُ على إسرائيل إلى السلام. حسنًا، هذا خطأٌ أيضًا.

### الاستجابة التنظيمية
في عام 2010، أصبح عمال الصناعة في العالم أول نقابة في الولايات المتحدة تؤيد حملة المقاطعة وسحب الاستثمارات وفرض العقوبات على إسرائيل.
في الرابع من ديسمبر/كانون الأول 2014، صوت فرع من اتحاد الطلاب والعمال الأميركي في جامعة كاليفورنيا لدعم حملة المقاطعة وسحب الاستثمارات وفرض العقوبات على إسرائيل.
في عام 2015، أطلق المتبرع شيلدون أديلسون فرقة عمل ماكابي ‏، وهي منظمة مناهضة لحركة المقاطعة وسحب الاستثمارات وفرض العقوبات تعمل في الحرم الجامعي.
في يناير 2016، أعلن المجلس العام للمعاشات التقاعدية والمزايا الصحية، وهي وكالة الاستثمار التابعة للكنيسة الميثودية المتحدة ‏، أنها لن تستثمر بعد الآن في البنوك الخمسة الرئيسية في إسرائيل لأنها لم تستوف معاييرها للاستثمار المستدام. في فبراير 2016، تعرضت الجمعية العامة للكنيسة المشيخية (الولايات المتحدة الأمريكية) لضغوط من قبل اللجنة الاستشارية لسياسة الشهادة الاجتماعية (ACSWP) للتخلي عن السعي إلى حل الدولتين ودعم حركة المقاطعة وسحب الاستثمارات وفرض العقوبات. وقد وصفت منظمة المشيخيين من أجل السلام في الشرق الأوسط هذا الأمر بأنه "حل أحادي الجانب، محصلته صفر".
في أكتوبر 2016، خسر روجر ووترز، المدافع عن حركة المقاطعة وسحب الاستثمارات وفرض العقوبات، 4 ملايين دولار من الرعاية بعد أن رفضت شركة أمريكان إكسبريس تمويل جولته في أمريكا الشمالية بسبب خطابه المناهض لإسرائيل في مهرجان سابق. في نوفمبر 2016، انضم سيتي بنك إلى أمريكان إكسبريس في قطع العلاقات مع ووترز.

### الاستجابة الأكاديمية
في عام 2007، ندد نحو 300 رئيس جامعة بحركة المقاطعة وسحب الاستثمارات وفرض العقوبات باعتبارها معادية للروح الأكاديمية، وبحلول عام 2012، لم تسحب أي جامعة أمريكية استثماراتها من إسرائيل، وقال رؤساء الجامعات البارزون إنهم سيعارضون مثل هذه الجهود. وفي يناير/كانون الثاني 2012، قالت رئيسة جامعة بنسلفانيا إيمي جوتمان ‏ إن الجامعة "صرحت بوضوح في مناسبات عديدة بأنها لا تدعم فرض عقوبات أو مقاطعة ضد إسرائيل". وقالت إن المدرسة لم تكن راعية لمؤتمر المقاطعة وسحب الاستثمارات وفرض العقوبات الذي أقيم في الحرم الجامعي في فبراير 2012.
في يناير/كانون الثاني 2012، نشرت مجلة "فوروارد" مقالاً عن رؤساء الجامعات اليهود، جاء فيه أن "العديد من رؤساء الجامعات" ينظرون إلى حركة المقاطعة وسحب الاستثمارات وفرض العقوبات على إسرائيل باعتبارها "خطاً أحمر" وأن "الرؤساء الذين كانوا في السابق غير راغبين في التحدث ضد النشاط المناهض لإسرائيل في الحرم الجامعي باسم الحفاظ على الحوار المفتوح وجدوا أنفسهم يعارضون الحركة علناً".
اعتبارًا من 2015، أصدرت حكومات الطلاب في ست من أصل 10 مدارس تابعة لنظام جامعة كاليفورنيا (بيركلي، إرفاين، ريفرسايد، سان دييغو، سانتا كروز، وجامعة كاليفورنيا في لوس أنجلوس) قرارات تدعو مدارسهم إلى سحب استثماراتهم في إسرائيل. أصدرت رابطة طلاب جامعة كاليفورنيا قرارات تدعو مجلس أمناء جامعة كاليفورنيا ليس فقط إلى مقاطعة إسرائيل، ولكن أيضًا إلى مقاطعة الولايات المتحدة والعديد من الدول الأخرى. صرح مجلس الأمناء أنه سيتجاهل أي قرارات طلابية بسحب الاستثمارات. ردًا على ذلك، كتب هربرت لندن، رئيس مركز لندن لأبحاث السياسات، إلى رئيسة جامعة كاليفورنيا جانيت نابوليتانو، وحثها على الترويج لإسرائيل والمشاركة شخصيًا في النقاش في مدارس نظام جامعة كاليفورنيا حول سحب استثماراتها في إسرائيل.
وقد زعم عمري بوم ‏ في مجلة لوس أنجلوس ريفيو أوف بوكس أن "مقاطعة الأكاديميين الإسرائيليين هي شكل واضح من أشكال العمل السياسي العنيف".
وفي منتصف العقد الثاني من القرن الحادي والعشرين، تعرضت جهود حركة المقاطعة وسحب الاستثمارات وفرض العقوبات إلى عرقلة كبيرة. استمرت المؤتمرات الأكاديمية الدولية في إسرائيل وتمت دعوة الأكاديميين الإسرائيليين لحضور مؤتمرات أكاديمية دولية في الخارج، ولم يكن لحركة المقاطعة وسحب الاستثمارات وفرض العقوبات أي تأثير ملحوظ. وعلاوة على ذلك، ووفقاً لأستاذ الدراسات الأمريكية توماس دوهيرتي من جامعة برانديز، فإن النتائج المدمرة للسمعة التي أحدثها تبني حركة المقاطعة وسحب الاستثمارات وفرض العقوبات في جمعية الدراسات الأمريكية ‏ قد ردعت المنظمات الأكاديمية الأخرى عن اتباع نفس النهج. وفقًا لويليام أ. جاكوبسون من كلية الحقوق بجامعة كورنيل، فإن هذا يرجع إلى أن أولئك الذين يعارضون حركة المقاطعة وسحب الاستثمارات وفرض العقوبات قد "أنتجوا أوراق حقائق ومعلومات واقعية أخرى لمواجهة الروايات الكاذبة والحجج غير التاريخية لحركة المقاطعة وسحب الاستثمارات وفرض العقوبات".

## وصلات خارجية
- برنارد أفيشاي  [لغات أخرى]‏ (22 يناير 2016). "الاتحاد الأوروبي في مواجهة حركة المقاطعة وسحب الاستثمارات وفرض العقوبات على إسرائيل: سياسة العقوبات على إسرائيل"، مجلة النيويوركر.
- "حملة تكتسب وزناً"، مجلة الإيكونوميست. 8 فبراير 2014.
- تغطية صحيفة هآرتس لحركة المقاطعة وسحب الاستثمارات وفرض العقوبات على إسرائيل